# La belva (Mostro)
La belva è un singolo del rapper italiano Mostro pubblicato il 26 ottobre 2020.

## Tracce
1. La belva (prod. Enemies) – 2:37